# Calileptoneta wapiti
Calileptoneta wapiti är en spindelart som först beskrevs av Willis J. Gertsch 1974.  Calileptoneta wapiti ingår i släktet Calileptoneta och familjen Leptonetidae. Inga underarter finns listade.